# Луч (хоккейный клуб, Свердловск)
«Луч» — хоккейная команда из города Свердловска, существовавшая в 1977—1990 годах. Представляла спортивный клуб «Луч» Уральского Оптико-механического завода

## История
Хоккейный клуб «Луч» был создан в 1977 году. Первые два года своего существования команда выступала в классе Б чемпионата СССР. В 1979 году "Луч" завоевал путёвку в класс А. В сезоне 1979—1980 годов команда дебютировала во второй лиге первенства СССР, где выступала в Восточной зоне и заняла 10-е место среди 12 команд. В следующем сезоне команда заняла среди 15 команд Восточной зоны 11-е место. А в сезоне 1981—1982 годов «Луч», выступая уже в Центральной зоне второй лиги, стал её победителем, однако затем неудачно выступил в финальном турнире второй лиги и в первую лигу не попал. То же самое повторилось и в следующих двух сезонах. Во второй лиге «Луч» выступал до сезона 1987—1988 годов включительно. Следующие два сезона команда провела в первой лиге, но в сезоне 1989—1990 годов она заняла предпоследнее место и выбыла обратно во вторую лигу. В межсезонье 1990 года команда была расформирована.

## Известные игроки
- Виктор Авдеев
- Илья Бякин
- Андрей Скомороха
- Алексей Яшин